# 泉

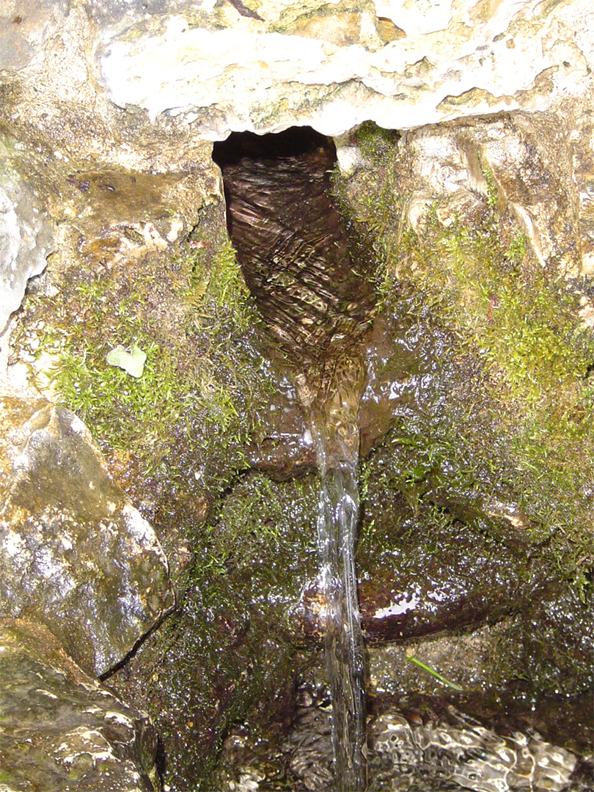
美国密西根州的一处自流泉水

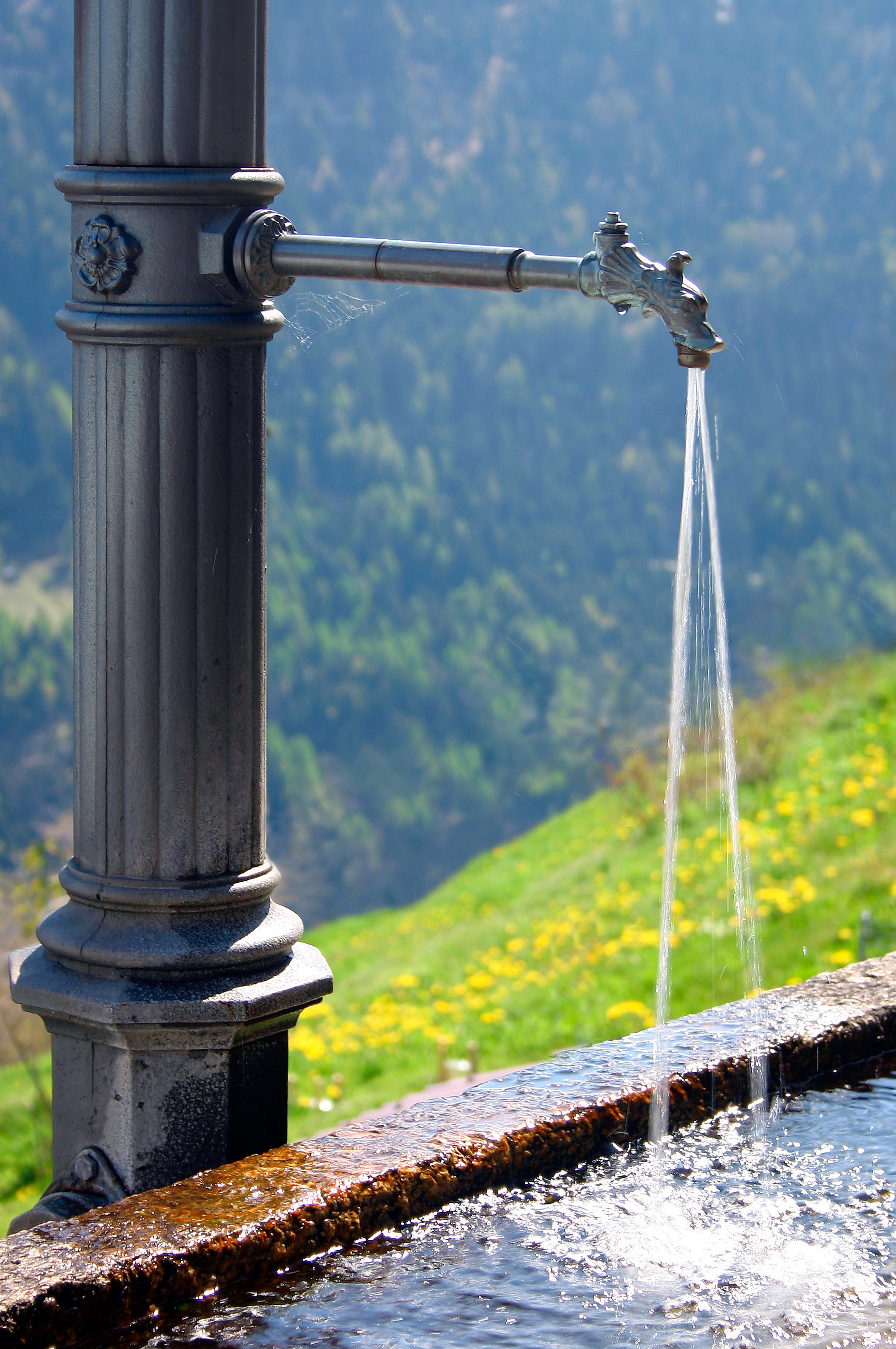
一个瑞士小村自山间引来的泉水

泉是地下水天然出露至地表的地点，或者地下含水层露出地表的地点，大多位於沖積扇頂部。当含水层或含水通道被破坏露出地表时，地下水便涌出地表成泉。泉是地下水的一种重要的排泄方式。地下水虽然分布很广，但泉却不是到处都有的，而是在特定的地形、地质、水文地质条件下才可能涌出成泉。一般在山区和丘陵的沟谷中及山脚下，在平原地区比较少见。根据水流状况的不同，可以分为间歇泉和常流泉。如果地下水露出地表后没有形成明显水流，称为渗水。
泉水的来源通常是渗入地层的大气降水，例如雨水和融化的雪水。大型泉主要分布在石灰岩和火山熔岩构成的岩层中。砾石、砂、石灰岩、砂岩和玄武岩都可以构成泉水的含水层，在其露出地表处通常有粘土或页岩形成的隔水层。当含水层上方的隔水层承受很大压力时，泉水便会自动上涌至地表，形成自流泉。
根据水流温度，泉可以分为温泉和冷泉。泉可以按照其流量大小分为八级，一级泉的流量超过每秒100立方英尺（2800升），二级泉的流量在每秒10到100立方英尺之间，八级泉流量则小于每分钟1品脱（每秒8毫升）。

## 流量分级
泉通常按照流量分级。最大的泉叫做“一级泉”，定义为每秒钟涌量大于100立方英尺（2800 L/s），其它顶级定义如下:
| 分级 | 流量 (英尺³/秒，加仑/分，品脱/分) | 流量（升/秒）   |
| ---- | --------------------------------- | --------------- |
| 1级  | >100英尺³/秒                      | 2800升/秒       |
| 2级  | 10－100英尺³/秒                   | 280－2800升/秒  |
| 3级  | 1－10英尺³/秒                     | 28－280升/秒    |
| 4级  | 100 美制加仑/分－1 英尺³/秒       | 6.3－28 升/秒   |
| 5级  | 10－100 加仑/分                   | 0.63－6.3 升/秒 |
| 6级  | 1－10 加仑/分                     | 63－630 毫升/秒 |
| 7级  | 1品脱－1加仑/分                   | 8－63 毫升/秒   |
| 8级  | <1 pint/分                        | 8 毫升/秒       |
| 0级  | 无流量（定点历史流量）            |                 |

## 泉城
- 泉城──中國山東濟南，在2.6平方公里範圍內曾出現106個泉，總湧水量最大時可達 5m3/s，出現"家家泉水"的奇觀。

## 延伸閱讀
- LaMoreaux, Philip E., & Tanner, Judy T (编), , Berlin, Heidelberg, New York: Springer-Verlag, 2001  [13 July 2010], ISBN 3-540-61841-4
- Springs of Missouri, Vineyard and Feder, Missouri Department of Natural Resources（英语：Missouri Department of Natural Resources）, Division of Geology and Land Survey in cooperation with U.S. Geological Survey and Missouri Department of Conservation, 1982
- Cohen, Stan (Revised 1981 edition), Springs of the Virginias: A Pictorial History, Charleston, West Virginia: Quarrier Press.

## 外部連結
- "The Science of Springs"
- "What Is A Spring?" （页面存档备份，存于）
- The Water Cycle: Springs USGS
- Find a spring

## 延伸阅读
[在维基数据编辑]
 《欽定古今圖書集成·方輿彙編·坤輿典·泉部》，出自陈梦雷《古今圖書集成》